# Francisco Raposo Pereira Lima
Francisco Raposo Pereira Lima (Baependi, 1845 — Santa Rita do Sapucaí, 1905) foi um compositor e tenor brasileiro.

## Vida
Francisco Raposo Pereira Lima 
tem a fé e a religiosidade presentes em sua obra. Nome de uma travessa em Baependi, dele poucos ouviram falar e nem poderiam imaginar sua importância no cenário musical do séc. XIX. Cento e cinco anos após sua morte, vida e obra são resgatadas à memória cultural de Minas Gerais.  
Maestro, cantor, compositor, violinista e professor de piano, Francisco Raposo nasceu em Baependi, aos 2 de abril de 1845. Primogênito de uma família de onze irmãos, iniciou a carreira artística aos doze anos. 
Raposo viveu durante o período imperial e depois o republicano. Da escravatura à abolição, assistiu ao fim da monarquia e a ascensão da república. Da infância e juventude passadas numa cidade pequena, buscou novos horizontes levado pela arte. Visitou capitais encantando platéias, foi mestre de corporação musical no Vale do Paraíba Fluminense e, na Corte do Rio de Janeiro, cantou para o imperador D. Pedro II, na Capela Imperial. 

### Sabiá Mineiro
Corria o ano de 1868 quando a Princesa Isabel e o Conde D'Eu estiveram em visita a Baependi. Na Igreja Matriz Nossa Senhora do Montserrat houve missa em Ação de Graças, quando Raposo cantou o Te Deum. No ano seguinte, fez a abertura da Exposição Mineira União e Indústria de Juiz de Fora, executando o Hino aos Mineiros, de sua autoria. O jovem tenor ganhou visibilidade e a chance de cantar para D. Pedro II nessa solenidade. Com o passar do tempo, tornou-se tenor prestigiado, tendo por isso recebido o codinome - Sabiá Mineiro. Raposo passou a atuar na região de Vassouras, Valença e Barra do Piraí (RJ) de onde assinou algumas obras.
Homem de grande religiosidade, manteve ligação com Francisca de Paula de Jesus - Nhá Chica, conhecida por seus vaticínios e predições e cujo processo de Beatificação encontra-se em Roma. Em 1878, o periódico O Baependyano assinala Raposo à frente das solenidades religiosas da festa de Nossa Sra. da Conceição, na capela que a beata edificou com a ajuda de devotos. Nhá Chica "guardava devoção especial às Três Horas de Agonia. 
Nas sextas-feiras, recolhia-se em orações." 
Três Horas d'Agonia é uma das mais representativas obras sacras do compositor. 
O Legado
Numa cidade marcada pela fé, as cerimônias da Semana Santa em Baependi sempre contaram com a participação de bandas de música. O acervo musical descoberto liga Raposo à Corporação Musical Carlos Gomes (1892), onde iniciou nos estudos o filho adotivo Emílio do Patrocínio Nogueira (1888/1969), mestre de gerações de músicos, que dedicou a vida à instituição, onde foi regente por mais de cinquenta anos. 
Raposo deixou significativa obra sacra - ao todo 17 missas, vários hinos religiosos e Ofícios da Semana Santa. Quase a totalidade de sua obra conhecida é de cunho religioso, embora exista registro de peças profanas, notadamente hinos, cujas partituras não foram localizadas. Dessa música popular, somente foi encontrada uma partitura autógrafa, datada de 1891, um Cateretê para duas vozes femininas e orquestra. 
Os primeiros anos do séc. XX foram marcados por dificuldades financeiras e problemas de saúde. Após sofrer um derrame e ter perdido a fala, o maestro faleceu, aos 61 anos, na primavera de 1905. 
Francisco Raposo era um homem de espírito humilde e nobre, que compunha música por ofício: um operário da arte. 
Maria José Turri Nicoliello
Pesquisadora
Cantou um Te Deum em 1868, para homenagear a passagem da Princesa Isabel e do Conde D'Eu pela cidade de Baependi. Ganhou o apelido de Sabiá Mineiro com suas apresentações. Cantava na região de Vassouras, Valença e Barra do Piraí, e chegou a se apresetar diante de Dom Pedro II, que lhe deu uma medalha de prata e uma batuta de ouro.
Por encomenda de Francisca de Paula de Jesus (a beata Nhá Chica), foi ao Rio de Janeiro (cidade) comprar um órgão para a capela de Nossa Senhora da Conceição, em Baependi. Segundo relato publicado em 1914 no jornal carioca O País, o maestro não conseguiu produzir uma nota sequer com o órgão no dia da sua inauguração. Nhá Chica, porém, garantiu que o instrumento voltaria a tocar na tarde do dia seguinte. A previsão se concretizou, dando origem às histórias sobre o "Milagre do Órgão".

## Obra
Deixou partituras de obras sacras (Procissão de São Sebastião, Lava-pés, Ofício de Quinta-feira Santa e Três Horas de Agonia) e apenas uma obra profana, o Cateretê. Privilegiava os naipes de metais na orquestração de suas músicas, destinadas à execução por bandas do interior de Minas Gerais.
Outra característica, marcada no Cateretê, é a influência da música folclórica, que o aproxima de outros compositores do mesmo período como Alberto Nepomuceno e Brasílio Itiberê da Cunha.
Em 2011, por iniciativa da Corporação Musical Carlos Gomes, de Baependi, pela primeira vez foi gravado um CD com suas composições.